# Liste der Biografien/Albu
Liste der Biografien |
Portal Biografien |
Personensuche
# |
A |
B |
C |
D |
E |
F |
G |
H |
I |
J |
K |
L |
M |
N |
O |
P |
Q |
R |
S |
T |
U |
V |
W |
X |
Y |
Z |
?
 
Aa |
Ab |
Ac |
Ad |
Ae |
Af |
Ag |
Ah |
Ai |
Aj |
Ak |
Al |
Am |
An |
Ao |
Ap |
Aq |
Ar |
As |
At |
Au |
Av |
Aw |
Ax |
Ay |
Az
 
Ala |
Alb |
Alc |
Ald |
Ale |
Alf |
Alg |
Alh |
Ali |
Alj |
Alk |
All |
Alm |
Aln |
Alo |
Alp |
Alq |
Alr |
Als |
Alt |
Alu |
Alv |
Alw |
Alx |
Aly |
Alz
 
Alba |
Albe |
Albh |
Albi |
Albl |
Albo |
Albr |
Albs |
Albu |
Alby
Die Liste der Biografien führt alle Personen auf, die in der deutschsprachigen Wikipedia einen Artikel haben. Dieses ist eine Teilliste mit 64 Einträgen von Personen, deren Namen mit den Buchstaben „Albu“ beginnt.

## Albu
- Albu, Adrian (* 1983), moldauischer Politiker (PSRM)
- Albu, Alina (* 1983), rumänische Volleyballspielerin
- Albu, Elena (1949–2003), rumänische Schauspielerin
- Albu, Gheorghe (1909–1974), rumänischer Fußballspieler
- Albu, Gheorghe (* 1954), rumänischer Ökonom und Politiker
- Albu, Isidor (1837–1903), deutscher Mediziner
- Albu, Joseph Samuel, deutscher Rabbiner
- Albu, Josua (1767–1832), deutscher Rabbiner
- Albu, Mihai (1938–2017), rumänischer Basketballspieler und -trainer
- Albu, Nicoleta (* 1988), rumänische Ruderin
- Albu, Ruth (1908–2000), deutsch-US-amerikanische Film- und Theaterschauspielerin
- Albu-Schäffer, Alin (* 1968), rumänisch-deutscher Robotiker
- Albu[…], provinzialrömischer Maler

### Albuc
- Albuccio, Giuseppe Antonio (1720–1776), italienischer Stuckateur des Barock
- Albucilla († 37), römische Adlige
- Albucius Candidus, römischer Offizier (Kaiserzeit)
- Albucius Silus, Gaius, römischer Deklamator und Rhetor

### Albue
- Albuerne, Fernando (1920–2000), kubanischer Sänger

### Albui
- Albuin, Markgraf in Kärnten
- Albuin († 1006), Bischof von Säben-Brixen
- Albuin von Merseburg († 1112), Bischof von Merseburg (1196/97 bis 1112)

### Albul
- Albul, Anatoli Michailowitsch (1936–2013), sowjetischer Ringer
- Albulan, Remigius († 1547), deutscher Schulmeister und evangelisch-lutherischer Pfarrer
- Albulescu, Mircea (1934–2016), rumänischer Schauspieler
- Albuleț, Maria (1932–2005), rumänische Schachspielerin

### Album
- Albumasar († 886), persischer Mathematiker, Astronom und Astrologe

### Albuq
- Albuquerque de Araújo, José (* 1968), brasilianischer Geistlicher und römisch-katholischer Bischof von Parintins
- Albuquerque Maranhão, Afonso de (1744–1836), brasilianischer Politiker
- Albuquerque Troleis, Alex de (* 1980), färöischer Fußballschiedsrichter brasilianischer Abstammung
- Albuquerque, Afonso de († 1515), portugiesischer Politiker und Seefahrer; Gouverneur von IndienAfonso de Albuquerque († 1515)

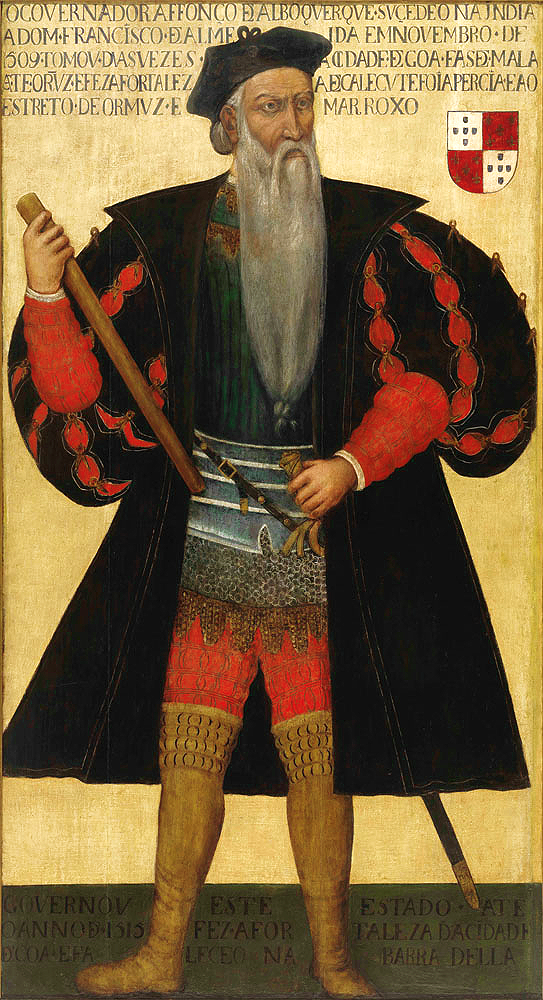
Afonso de Albuquerque († 1515)

- Albuquerque, Antônio Coelho de Sá e (1821–1868), brasilianischer Politiker
- Albuquerque, Benedito Francisco de (* 1928), brasilianischer Geistlicher, emeritierter römisch-katholischer Bischof von Itapipoca
- Albuquerque, Caetano Alexandre de Almeida e (1824–1916), portugiesischer Offizier und Kolonialadministrator
- Albuquerque, Carolina (* 1977), brasilianische Volleyballspielerin
- Albuquerque, Filipe (* 1985), portugiesischer Automobilrennfahrer
- Albuquerque, Georgina de (1885–1962), brasilianische impressionistische Malerin, Grafikerin und Kunsthochschullehrerin
- Albuquerque, João (* 1986), portugiesischer Politiker
- Albuquerque, José (1916–1963), portugiesischer Radrennfahrer
- Albuquerque, Lucílio de (1877–1939), brasilianischer Maler, Grafiker und Kunsthochschullehrer
- Albuquerque, Maria Luís (* 1967), portugiesische Politikerin
- Albuquerque, Miguel (* 1961), portugiesischer Politiker
- Albuquerque, Octaviano Pereira de (1866–1949), brasilianischer Geistlicher und römisch-katholischer Bischof von Campos
- Albuquerque, Paulo Pinto de (* 1966), portugiesischer Jurist und Richter am Europäischen Gerichtshof für Menschenrechte
- Albuquerque, Rafael de Sousa (* 1992), deutsch-portugiesischer Fußballtorhüter
- Albuquerque, Silvério Jarbas Paulo de (1917–2013), brasilianischer Ordensgeistlicher, römisch-katholischer Bischof von Feira de Santana

### Albur
- Alburt, Lew Ossipowitsch (* 1945), US-amerikanischer Schachspieler

### Albus
- Albus, Anita (1942–2024), deutsche Schriftstellerin und Illustratorin
- Albus, Emmy (1911–1995), deutsche Leichtathletin
- Albus, Günter (1933–2021), deutscher Germanist und Literaturhistoriker
- Albus, Julian (* 1992), deutscher Basketballspieler
- Albus, Lioba (* 1958), deutsche Schauspielerin, Kabarettistin und Radiomoderatorin
- Albus, Michael (* 1942), deutscher Theologe, TV-Journalist und Buchautor
- Albus, Thomas (* 1959), deutscher Schauspieler, Off- und SynchronsprecherThomas Albus (* 1959)

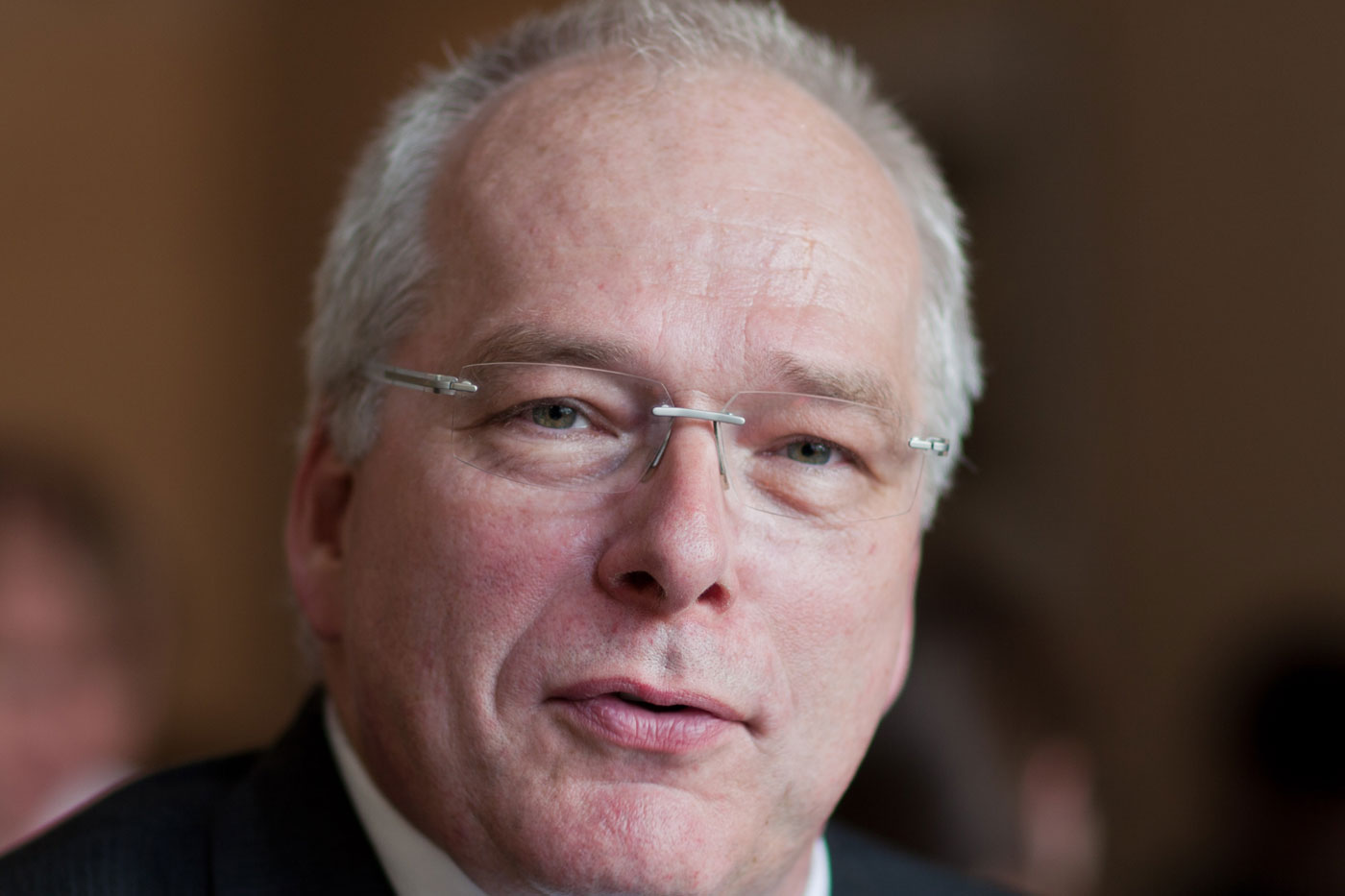
Thomas Albus (* 1959)

- Albus, Thomas (* 1964), deutscher Organist, Komponist und Musikpädagoge
- Albus, Vanessa (* 1972), deutsche Philosophin
- Albusberger, Günter (1937–2020), deutscher Industriedesigner und Ingenieur
- Albusberger, Rudi (1919–2022), deutscher Turner
- Albustin, Karin, österreichische Tischtennisspielerin
- Albustin, Thorsten (* 1974), deutscher Fußballtorhüter und -trainer

### Albut
- Albut, A. H., englischer Fußballtrainer
- Albuț, Călin (* 1981), rumänischer Fußballspieler
- Albutat, Tim (* 1992), deutscher Fußballspieler

### Albuz
- Albuzio, Giovanni Pietro (1507–1583), italienischer Mediziner und Hochschullehrer
- Albuzzi-Todeschini, Teresa (1723–1760), italienische Opernsängerin